# Ministerio de Finanzas de Rusia
Ministerio de Finanzas de la Federación de Rusia (en ruso: Министерство финансов Российской Федерации; MinFin) es un ministerio federal, responsable de la política económica y de la gestión de las finanzas del gobierno de Rusia. El ministerio tiene dos predecesores, el más notable es el Ministerio de Finanzas de la Unión Soviética, sucesor del Ministerio de Finanzas del Imperio Ruso. La agencia tiene su sede en la calle Ilinka número 9 en Moscú. El Ministro de Finanzas desde septiembre de 2011 es Anton Siluanov.

## Historia

### Imperio ruso
Con el Imperio ruso, el órgano rector del Tesoro en Rusia fue establecido por Decreto Imperial de Catalina II el 24 de octubre de 1780 como «La Expedición de los ingresos estatales», que fue, de hecho, el comienzo de la creación de la autoridad financiera estatal en Rusia. 
El 8 de septiembre de 1802 con el manifiesto del Emperador Alejandro I «Con la aprobación de los Ministerios» se crearon varios ministerios, entre ellos el Ministerio de Finanzas del Imperio Ruso. El Ministerio de Finanzas fue establecido para ser responsable de «la gestión de las unidades oficiales y estatales, entregando al gobierno los ingresos en los montos necesarios para mantenerlo, así como la asignación general de ingresos para diferentes rubros de gasto gubernamental.» El Manifiesto también requería que el ministro de Finanzas «hiciera una tabla detallada del próximo gasto del gobierno general al final de cada año». La Oficina del Tesorero del Estado, sin embargo, permaneció intacta.
Cuando se reorganizaron los ministerios entre 1810 y 1811, las funciones de administrar los ingresos y gastos del gobierno se distribuyeron entre tres departamentos:  
1. el Ministerio de Hacienda, responsable de todas las fuentes de ingresos,
2. la Tesorería del Estado, responsable del movimiento de dinero,
3. el organismo de control gubernamental, que audita todas las cuentas.

La estructura del Ministerio de Finanzas era la siguiente:      
- Departamento de Propiedad del Estado (casos de fiadores de propiedad estatal, fincas, bosques, propiedad alquilable o derecho con licencia y bodegas);
- Departamento de Comercio Exterior (comercio exterior y asuntos aduaneros);
- Departamento de Manufacturas y Comercio Interior;
- Departamento de Impuestos y Tasas (consumo de bebidas y otros cargos, impuestos y aranceles, así como una unidad de papel sellado);
- Departamento del Tesoro del Estado, que administra directamente el propio Tesoro del Estado;
- Dirección General de Unidades de Dinero, Minería y Sal, incluyendo:
- Departamento de Minería y Sal;
- Sede del Cuerpo de Ingenieros de Minas;
- Consejo del Cuerpo de Ingenieros de Minas;
- Unidad de Auditoría Minera;
- Comité Académico del Cuerpo de Ingenieros de Minas.
- Dos Oficinas Ministeriales:
- Oficina Ejecutiva General;
- Oficina Ejecutiva Especial de Créditos.

### Unión Soviética
En la Unión Soviética, el Ministerio pasó a llamarse Ministerio de Finanzas, que combina el Tesoro de las repúblicas soviéticas y en particular, el Ministerio de Finanzas de la República Socialista Federativa Soviética de Rusia (RSFSR). El Ministerio de Finanzas de la República Socialista Federativa Soviética de Rusia formaba parte del Consejo de Ministros de la RSFSR y estaba bajo la autoridad del Ministerio de Finanzas soviético bajo el Consejo de Ministros de la Unión Soviética, el nombre oficial del gobierno soviético. 
Por Decreto del Presidente de la RSFSR del 11 de noviembre de 1991 (Decreto Presidencial N.º 190) el Ministerio de Finanzas se fusionó con el Ministerio de Economía y el nuevo ministerio se denominó Ministerio de Economía y Finanzas de la República Federativa de Rusia. Por Resolución del Gobierno de la República Federativa Soviética de Rusia (más tarde el Gobierno de Rusia) del 15 de noviembre (Resolución N.º 8) el Ministerio de Finanzas fue liquidado y sus negocios y organizaciones transferidas al Ministerio de Economía y Finanzas de la República Socialista Federativa Soviética. Desde el 25 de diciembre al 19 de febrero de 1992, el Ministerio pasó a llamarse Ministerio de Economía y Finanzas. 
Por Decreto Presidencial del 19 de febrero de 1992 N.º 156, se dividió nuevamente en dos ministerios: el Ministerio de Economía y el Ministerio de Finanzas.

## Estructura

### Departamentos
- Departamento de administración y control
- Departamento de política y metodología presupuestaria
- Departamento de política tributaria y horario aduanero
- Deuda del Departamento de Estado y Activos Financieros del Estado
- Departamento de política financiera
- Departamento de presupuestos regionales
- Departamento de regulación de control financiero estatal, auditoría, contabilidad y registros
- Departamento legal
- Departamento de política presupuestaria en el ámbito del servicio militar y policial y la orden de defensa del estado
- Departamento administrativo
- Departamento de política presupuestaria en el ámbito del bienestar social y la ciencia
- Departamento de política presupuestaria en el ámbito de la gestión estatal, judicial y de la función pública
- Departamento de desarrollo y ejecución del presupuesto federal
- Departamento de relaciones financieras internacionales
- Departamento de tecnologías de la información en el ámbito presupuestario y la gestión de las finanzas estatales y locales
- Departamento de política presupuestaria en el ámbito del transporte, carreteras, recursos naturales y agricultura
- Departamento de política presupuestaria en el ámbito de la innovación, la industria civil, la energía, la comunicación y la colaboración público-privada

### Autoridades subordinadas
- Servicio de Impuestos Federales
- Agencia Federal para la Administración de Propiedades del Estado
- Tesorería Federal
- Servicio Federal de Aduanas
- Servicio Federal de Regulación del Mercado de Alcohol
- Gojran
- Goznak